# ماسونا
ماسونا ملك موريتانيا القيصرية، حكم المملكة الموريّة-الرومانية Mauro-Roman kingdom وهي مملكة مسيحية بربرية ظهرت في القرن الرابع واستمر وجودها حتى الفتح الإسلامي. اتخد مدينة ألطافا Altava أولاد ميمون (مدينة قرب تلمسان) عاصمة للمملكة، وقد وصف في نقش من ألتافا يرجع تاريخه إلى 508 سنة الميلاد كملك على الموريين والرومان، وذكر انه نصب موظفيه بما في ذلك ماجينوس على سفار وماكسيموس وكيل نيابة التافا وليدير وكيل نيابة على سيفيريانا كاسترا.